# Elena Rosell
Elena Rosell Aragón (Valencia, 30 de abril de 1986) es una piloto de motociclismo española que compitió internacionalmente en 2011 y 2012.

## Resultados en el Campeonato del Mundo
Sistema de puntuación de 1993 hasta 2022:
| Posición | 1.º | 2.º | 3.º | 4.º | 5.º | 6.º | 7.º | 8.º | 9.º | 10.º | 11.º | 12.º | 13.º | 14.º | 15.º |
| Puntos   | 25  | 20  | 16  | 13  | 11  | 10  | 9   | 8   | 7   | 6    | 5    | 4    | 3    | 2    | 1    |

### Carreras por año
(Carreras en negrita indica pole position, carreras en cursiva indica vuelta rápida)
| Año  | Cat.  | Moto              | 1      | 2       | 3      | 4       | 5      | 6      | 7       | 8       | 9       | 10      | 11     | 12     | 13     | 14     | 15     | 16     | 17      | Pos. | Pts. |
| ---- | ----- | ----------------- | ------ | ------- | ------ | ------- | ------ | ------ | ------- | ------- | ------- | ------- | ------ | ------ | ------ | ------ | ------ | ------ | ------- | ---- | ---- |
| 2011 | Moto2 | Suter             | QAT -  | SPA -   | POR -  | FRA -   | CAT -  | GBR -  | NED DNQ | ITA -   | GER -   | CZE -   | IND -  | RSM -  | ARA 33 | JPN -  | AUS -  | MAL -  | VAL 25  | 0    | -    |
| 2012 | Moto2 | Moriwaki/Speed Up | QAT 29 | SPA Ret | POR 26 | FRA Ret | CAT 26 | GBR 31 | NED 25  | GER Ret | ITA Ret | IND Ret | CZE 27 | RSM 28 | ARA 27 | JPN 27 | MAL 20 | AUS 24 | VAL Ret | 0    | -    |